# 3,4-メチレンジオキシプロピオフェノン
3,4-メチレンジオキシプロピオフェノン(3,4-Methylenedioxypropiophenone)または3,4-(メチレンジオキシフェニル)-1-プロパンオン(3,4-(Methylenedioxy)phenyl-1-propanone、MDP1P)は、コショウ属のいくつかの種で見られるフェニルプロパノイドであり、3,4-メチレンジオキシフェニル-2-プロパノンの異性体である。

## 天然の存在
コショウ属のPiper marginatumのケモタイプの研究で、この化合物は、精油の主成分を占めるか全く含まれていないかどちらかであることが明らかとなった。南アメリカで収集された22のサンプルのうち、下記の領域で収集されたものは、乾燥葉質量に対する含有量が大きかった。マナウス(0.35%)、メルガソ(0.348%)、ベルテラ(0.33%)、モンテ・アレグレ(0.241-0.266%)、アルタ フロレスタ(0.123%)。

## 利用
MDP1Pは、メチロンやその他の置換メチレンジオキシフェネチルアミン誘導体の合成の前駆体として用いられる。臭化エチルマグネシウムとピペロニロニトリルの間のグリニャール反応によって生成される。